# ایمن بن عبدالرحمان
ایمن بن عبدالرحمان (عربی: أيمن بن عبد الرحمان؛ زادهٔ ۳۰ اوت ۱۹۶۶) سیاستمدار و اقتصاددان اهل الجزایر است. وی از ژوئن ۲۰۲۱ به‌عنوان نخست‌وزیر الجزایر انتخاب شده است.